# Диме
Диме (на старогръцки: Δύμη) е древногръцки град, най-западният от 12-те, които възстановяват Ахейския съюз през 280 г. пр.Хр. Разположен е в северозападен Пелопонес, до брега на Патраския залив и границата с древна Елида. По време на Първата македонска война е превзет от римляните, които продават жителите му в робство. Македонският цар Филип V ги откупува и връща в родния им град. Заради верността си към Филип, по-късно през Македонските войни Диме е напълно разорен от римляните и обезлюден. Едва през І в. пр.Хр. Гней Помпей основава в пределите му колония, утвърдена като автономен град от Октавиан Август след Гражданските войни.